# Marion Vernoux
Marion Vernoux (Montreuil, 2 giugno 1966) è una regista e sceneggiatrice francese.

## Biografia
Figlia di una direttrice di casting e di uno scenografo iscritto al PCF, cresce fino da piccola a stretto contatto col cinema, frequentando gli studios di Boulogne-Billancourt, dove conosce Bernard Blier, Henri Verneuil, Roman Polański e Patrice Chéreau. Comincia a lavorare come assistente di produzione. Nel 1988 scrive con Florent Pagny il testo del singolo di grande successo N'importe quoi, cantato da quest'ultimo.
Esordisce sceneggiando la pellicola con Sophie Marceau Pacific Palisades, ispirata alle sue esperienze come cameriera negli Stati Uniti, per poi esordire alla regia a 24 anni con un film TV. Il suo primo lungometraggio per il cinema, Personne ne m'aime (1994), interpretato da Bernadette Lafont, Bulle Ogier e Jean-Pierre Léaud, riceve il plauso della critica, che annovera Vernoux tra le giovani promesse del cinema d'autore francese. Due anni dopo adatta un romanzo di Julian Barnes in Love, etc., con Charlotte Gainsbourg.
Nel 1999 il suo film Rien à faire, con Valeria Bruni Tedeschi, viene presentato in concorso alla 56ª Mostra internazionale d'arte cinematografica di Venezia, così come Regine per un giorno due anni più tardi (nella sezione Cinema del Presente). Il flop di À boire (2004) fermerà la sua carriera, facendola ritornare alla regia di un film per il cinema solo nel 2013 con Les Beaux Jours.

### Vita privata
È stata sposata con regista Jacques Audiard, che ha conosciuto nel 1988, con cui ha avuto tre figli.

## Filmografia parziale

### Regista e sceneggiatrice

#### Cinema
- Personne ne m'aime (1994)
- Love, etc. (1996)
- Rien à faire (1999)
- Regine per un giorno (Reines d'un jour) (2001)
- À boire (2004)
- Les Beaux Jours (2013)
- Et ta sœur (2015)
- Bonhomme (2018)

#### Televisione
- Pierre qui roule – film TV (1991)
- Rien dans les poches – film TV (2008)

### Solo sceneggiatrice
- Pacific Palisades, regia di Bernard Schmitt (1990)
- La voie est libre, regia di Stéphane Clavier (1998)
- Sciampiste & Co. (Vénus Beauté (Institut)), regia di Tonie Marshall (1999)

### Attrice
- Raw - Una cruda verità (Grave), regia di Julia Ducournau (2016)

## Riconoscimenti
- Premio César
  - 1995 – Candidatura alla migliore opera prima per Personne ne m'aime
- Festival di Locarno
  - 1994 – In concorso per il Pardo d'oro per Personne ne m'aime
- Festival di Venezia
  - 1999 – In concorso per il Leone d'oro per Rien à faire